# Grigori Sverdline
Grigori Sverdline (en russe : Григорий Свердлин, transcrit en anglais Grigory Sverdlin), né le 12 décembre 1978 à Saint-Pétersbourg, est un militant russe pour les droits de l'homme et anti-guerre en Ukraine. 
Il commence ses activités militantes dans les années 2000 au sein de Notchlejka, ONG russe aidant les sans-abris. Après le début de l'invasion de l'Ukraine, il fonde Passez par la forêt, une organisation aidant les Russes à fuir la mobilisation ou à déserter du front ukrainien. 
Réfugié à Tbilissi, il est déclaré en 2023 agent de l'étranger et visé par une enquête pénale.

## Biographie

### Jeunesse et premiers engagements
Dans les années 2000, Grigori Sverdline est étudiant en économie à l'université d'État de Saint-Pétersbourg, un établissement prestigieux. Une fois son diplôme obtenu, il rejoint l'association Notchlejka (en français : « Abri nocturne »), une ONG russe aidant les sans-abri dans toute la Russie. Il reste bénévole pendant 7 ans et mène dans le même temps une carrière dans une banque, puis au sein d'une entreprise de marketing. En 2010, il est engagé comme salarié à temps plein de Notchlejka, avant d'en devenir directeur l'année suivante,.
En parallèle, il est aussi impliqué dans la politique. Dès les années 2000, il rejoint le mouvement d'opposition à Vladimir Poutine dans la ville de Saint-Pétersbourg, qui ne compte alors que quelques partisans. Ils réclament un changement de trajectoire du pays, vers plus de démocratie et de liberté politique. En 2011, il est présent aux manifestations massives de 2011, qui n'atteignent pas l'objectif de démocratisation du régime russe.
Il exerce comme consultant auprès d'entreprises.

### Fondation de Passez par la forêt
Au début de l'invasion de l'Ukraine par la Russie, en mars 2022, Grigor Sverdline démissionne, fuit le pays et se réfugie à Tbilissi, en Géorgie, une décision qu'il hésitait à prendre depuis 2021. Le déclenchement par Vladimir Poutine de la mobilisation russe agit comme un déclic et le pousse à agir. Il utilise les réseaux sociaux pour réunir une équipe de professionnels dans tous les domaines, afin de monter un projet pour venir en aide aux mobilisés. Des centaines de personnes le contactent et il parvient à former une équipe fonctionnelle en quelques jours. Il nomme son projet « Passez par la forêt » ou « L'Appel de la forêt » (en russe : Идите Лесом, Iditié Lessom), nommé d'après une expression populaire en Russie, utilisée pour « envoyer balader quelqu'un ». Le nom vise aussi à inciter les Russes enrôlés à « fuir par la forêt ». 
Passez par la forêt reçoit essentiellement les demandes d'hommes russes inquiets à l'idée d'être potentiellement mobilisés, qui souhaitent obtenir des conseils ou des informations sur les moyens à employer pour quitter le pays ou être exemptés. Cependant, des soldats mobilisés, en cours d'entraînement ou déjà déployés sur le front, font également appel à eux. Les conseillers de l'organisation sont tous localisés à l'extérieur de la Russie, mais ils gardent des contacts dans le pays, afin de réaliser certaines opérations impossibles de l'extérieur. En 2024, Passez par la forêt compte huit employés à temps plein et un réseau de plusieurs centaines de militants bénévoles. Il aurait aidé environ 20 000 personnes.
En décembre 2023, un soldat russe, aidé à déserter par Passez par la forêt, est arrêté et illégalement enlevé par des troupes russes alors qu'il se trouve sur le territoire de l'Arménie. Il est finalement emprisonné à Rostov-sur-le-Don. Cela crée, selon Sverdline, « un précédent très dangereux ».
En septembre 2023, Grigori Sverdline est déclaré « agent étranger » par le gouvernement russe en raison de son implication dans le fonctionnement de son association. Une procédure pénale est également lancée contre lui à la fin de l'année 2023.

### Prises de position ultérieures
En mai 2024, en Géorgie, il prend position contre le projet de loi sur les agents étrangers, poussé par le pouvoir géorgien et qui donne lieu à des manifestations massives. Il explique que la loi est « une copie de la législation russe utilisée depuis plus d'une décennie pour cibler les critiques du Kremlin du président Vladimir Poutine » et estime que si elle est votée, la même répression visera les organisations d'opposition, qui devront quitter le pays. 